# 德裔美国人
德裔美国人（英語：German Americans）是指祖先为德意志人、祖上有德意志血統（German ancestry）的美国公民。目前德裔美国人是美国人数最多的一个移民族群，约占全美总人口的17%。最早一批大规模德裔移民于1680年代抵达今日的纽约和宾夕法尼亚一帶。从那时起到今天，共有大约800万德国移民来到美国。在19世纪时持续有大批的德国移民涌入，并在1840年到1900年间达到高潮。德裔移民成为人数最多的移民族群，超过了爱尔兰和英格蘭。这些移民中，有些是为了追求宗教或政治自由，有些则是为了寻找比欧洲更好的就业机会，有些人只是想在新大陆上开始新生活。
加利福尼亚州和宾夕法尼亚州拥有最多的德裔美国人口，在这两个州定居的德裔美国人都超过了600万。有总计超过5000万的美国人确认他们的祖先是德国人。根据1990年的美国人口普查，约5800万美国人声称他们拥有完全或者部分德国血统。宾夕法尼亚州一直到第一次世界大战之前，英语和德语同为官方语言。
今天的德裔美国人几乎遍布美国的每个州，从17世纪最早一批德国定居者抵达的东海岸到西海岸以及其间的各个州都有他们的身影，他们已经在美国生活了400年，加上人數居美國第一，德裔美国人和那些定居在美国的德国人在几乎所有的领域都对这个国家产生了影响，从科学到建筑，从体育到娱乐，再到工商业。有些德裔美国人，像设计布鲁克林大桥的工程师约翰·奥古斯塔·罗布林，以及建筑师沃尔特·格罗佩斯留下有形的建筑杰作。另一些生于德国的德裔美国人，例如玛丽亚·格佩特-梅耶和沃纳·冯·布劳恩则树立了知识的丰碑；在体育界，贝比·鲁斯，卢·格里克和霍纳斯·瓦格纳被公认为属于历史上最伟大的棒球選手之列；其他的例如著名的演员克拉克·盖博、帕里斯·希尔顿、大卫·哈塞尔霍夫、玛琳·黛德丽、多瑞丝·戴、莱昂纳多·迪卡普里奥、布鲁斯·威利斯、珊卓·布拉克、爱德华·阿诺德（Edward Arnold）及克斯汀·鄧斯特。
一年之中，德裔美国人经常聚会欢庆自己的节日，最盛大的当属每年9月的第三个星期六在纽约举行的德裔美国人史特宾遊行。

## 历史

### 17世纪
英国移民最早的永久定居点在弗吉尼亚州，而最早的德国移民则于1608年抵达詹姆斯顿，他们也是美洲大陆殖民地最早的定居者之一，而后又有一批德国移民于1620年来到这里，这些德国人也成为了这个于1776年建国的国家中的最大的移民族群的先驱。

最初到达詹姆斯顿定居点的德国移民乘坐的是英国船只玛丽和玛格丽特号（Mary and Margaret），船长是克里斯托弗·纽波特。该船于1608年7月驶离英格兰，大约在10月1日抵达弗吉尼亚，比抵达麻萨诸塞州的清教徒朝圣者早了12年，这批德国移民中有5个不知名的玻璃工人，三个木匠和泥瓦工——亚当（Adam），弗兰兹（Franz）和萨穆埃尔（Samuel）。他们来自于一个大约包含有70名新定居者的组织，其中还有几个波兰工匠，这几个波兰工匠会做沥青、焦油、钾盐和肥皂原料。那时的詹姆斯顿，除了詹姆斯河半岛上的一个小木堡，几乎一无所有。

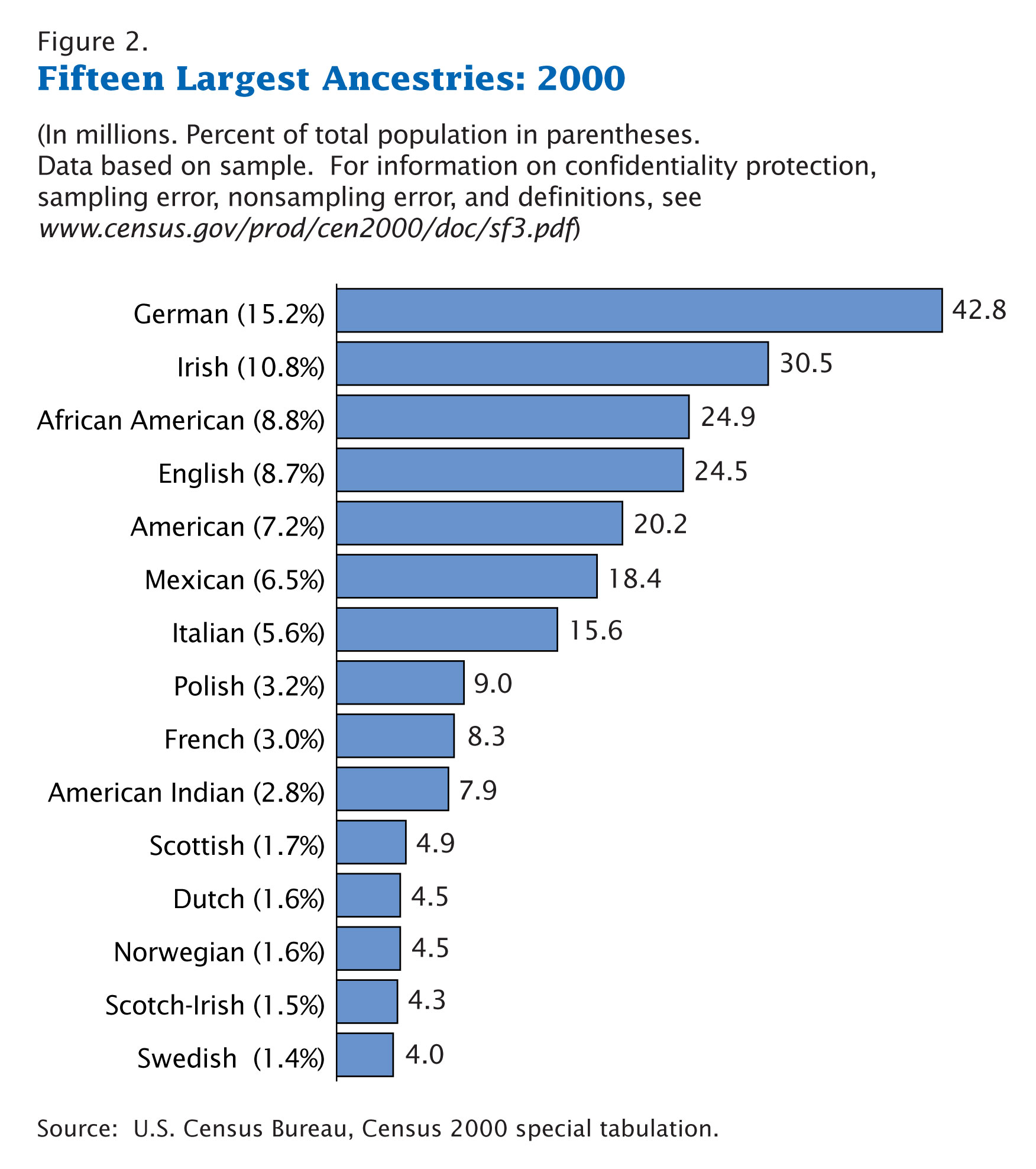
2000年時的美國十五大族群數量排名，德裔美國人名列前茅。

定居者中有个来自瑞士的探矿者，英语名字叫威廉·瓦尔德（William Volday），原来的名字可能应该是威尔姆·瓦尔迪（Wihelm Waldi）。威廉和纽波特船长在抵达后不久就开始探寻贵重金属，这是奉了殖民地组建处的命令，该组建处是一家名字叫伦敦弗吉尼亚公司的股份公司。殖民者们确信他们已经在詹姆斯河瀑布以远的地方发现了一处银矿的矿脉，但由于补给不足而被迫返回。
对这些德国人和波兰人来说，在这个1607年修建于詹姆斯河北岸的詹姆斯堡，他们面临的境遇是很不稳定，当第一个秋天来临的时候，105个定居者中已经死去一半多了。
第一个德国人定居点位于宾夕法尼亚的日耳曼敦，修建于1683年10月6日，今天的费城附近
。

### 18世纪
从1680年代到1760年代，大量的德国人移民到了北美。出现大量移民的原因有很多，主要的内因是：在中欧地区，农民获得土地所有权机会的愈发渺茫；对于某些宗教集团的迫害；以及军事征召。而主要的外因是北美新大陆地区更为优越的经济条件（尤其是对于那些拥有土地的农民而言）。
宾夕法尼亚和上纽约地区吸引了大量的德国移民，其中的大多数都信奉新教路德教派或者日尔曼改革派，也有很多人属于小的宗教团体，例如摩拉维亚派和门诺派。在1812年战争之前，没有大规模的德国的天主教信徒移民到美国。
1709年，来自普法尔茨（又称巴拉丁地区，在今天德国的莱茵兰普法尔茨州境内）的德国人造出木筏，沿莱茵河顺流而下抵达鹿特丹。冬天的时候他们就居住在临时搭建的棚屋內，屋顶铺着芦苇。鹿特丹当地的荷兰人发起募捐来给他们提供给养，直到这些德国人能乘船去伦敦。在伦敦，这些巴拉丁地区的移民家庭生活在公园的临时帐篷里，后来新教女王安妮·斯图尔特帮助他们来到女王位于美洲的殖民地。四个美国印第安酋长也在那个时候访问了伦敦。莫霍克酋长还分享了位于纽约莫霍克山谷的一块土地给这些德国人。由于船上伙食和淡水供应很差，以及爆发了具有传染性的斑疹伤寒，使得这次去美洲的旅程漫长而艰难，许多移民，尤其是孩子，在1710年6月抵达美洲之前就死去了。
大约2100名倖存的巴拉丁移民，是殖民地时期单次移民人数最多的一批。他们中绝大多数定居在哈德孙河沿岸的劳动营里，在那里工作以偿还他们欠英国人的旅途费用。到1771年，他们在纽约的罗伯特·文斯通农场已经建立了七个村庄。到了1723年，德国移民成为首批被允许在小瀑布西边莫霍克山谷购买土地的欧洲人；伯内特费尔德的专属土地有一百处田产被分配出去了。到了1750年，德国移民已经占据了沿莫霍克河两岸的大约12英里长的地带。这里土地非常肥沃，有大约500户人家在那里建造了房屋，大多数房屋的材料都是石头。尽管有印第安人的袭击，但这个德国移民社区仍然迅速的繁荣起来，在这块因狭长而被称为「德国平地」的地区，最有名气的德国移民城镇是赫克曼（Herkimer）。
早期德国巴拉丁移民中最著名的是编辑约翰·彼得·赞格，他在殖民地纽约城发起了争取新闻自由的运动，另外一个稍晚一些来自德国巴登地区的德国移民，约翰·雅可布·阿斯特，依靠皮草贸易和在纽约城的地产投资成为北美大陆上最富有的人。
1725年到1772年，出现了德国移民到宾夕法尼亚的移民浪潮，其中很多人是以契约佣工的身份，或者是出卖劳力以抵付船旅费用的方式来的。到1775年，宾夕法尼亚的人口中有三分之一是德国移民。德国农民以高产的畜牧管理和农业活动而著称，而在政治上他们则显的比较消极。这种情况到1740年有所改观：那年他们加入了一个教友派信徒联盟，该联盟控制了地区立法机构。通常北美大陆的地方立法机构都是支持美国独立战争的。尽管这样，一些德国移民在独立战争期间仍然持反对独立的观点，主要是他们害怕新的共和政府会把英王特许给他们的土地所有权回收。
德国移民中有很多宗教派别，其中包括路德教派、改革派、门诺派以及阿米绪派和其他一些派别，这些派别在一起形成了一种带有强烈音乐文化背景的宗教生活方式。这些德国移民开始以“德裔宾夕法尼亚人”而著称，而在1810年之前，宾夕法尼亚州很少有德国天主教移民的身影。
独立战争期间，许多为反对英国而战斗的黑森州的战俘定居在了北美，大陆议会因经费紧张无法把这些德国囚犯送回欧洲。
1714年和1717年的两批德国移民在弗吉尼亚州建立了一个很大的，名字叫日耳曼尼亚（Germanna）的殖民地，这块土地位于卡尔派波（Culpeper）附近。北卡罗莱纳州也有很多大面积的德国移民定居点，特别是在塞勒姆（Salem）附近，而在南卡罗莱纳州的达奇福克（Dutch Fork）附近也有很多的德国移民。
路易斯安那的新奥尔良上河地区也生活着大量的德国移民，他们是被宣传手册所吸引的，例如汉诺·勒（J.Hanno Deiler）的「路易斯安那，德国移民的家」。
1742年到1753年间，约有1000名德国移民定居在麻萨诸塞州的百老汇（今天缅因州Waldoboro）。不过因为北美印第安原住民袭击并烧毁他们的房子、杀死和掳走他们的邻居，很多定居者逃到了波士顿、诺華斯高沙（Nova Scotia）和北卡罗莱纳。留下来的德国移民很难务农为生，最终转向了航运和捕渔业。
1790年的美国第一次人口普查中，德裔移民大约占合众国白人人口的9%。

### 19世纪
大量的德国移民来到美国是从1848年到第一次世界大战期间，总共大约有600万德国移民来到美国，从1840年到1880年，德国移民是最大的移民团体，1848年的革命之后，一批政治避难者来到美国，这些人被称为「1848志士」。他们当中包括专业技术人员，新闻记者和政治家，名气较大的有卡尔·舒尔茨（Carl Schurz）和亨利·维拉德（Henry Villard）。
芝加哥、底特律和纽约是最受德国移民欢迎的移民目的地，到1900年，在克利夫兰、密尔沃基、霍布肯和辛辛那提这些城市中，超过40%的人口都是德国移民或者德裔美国人。在衣阿华州的迪比克和达文波特，这个比例还要更高，同样的情况也出现在内布拉斯加州的奥马哈，1910年那里德裔美国人的比例高达57%。辛辛那提的「莱茵河上」社区是最大的天主教德裔美国人文化中心之一。
19世纪中期，密尔沃基的德国移民和德裔美国人口剧增，当他们开始大量参与到城市的政治生活中的时候，德裔美国人成为了该城社会民主党的领导力量，他们以极大的热情投身于成长中的工商业。在帕博斯特、施里茨、米勒和布拉茨这些家庭品牌中，诞生了美国的啤酒酿造工业，密尔沃基的德裔美国人也带来他们对于教育的大力支持，他们建立了学校和教师培训学院，为学生和教师进行正确的德语学习做好准备。到了19世纪晚期，日尔曼尼亚出版公司成立，这是一家出版德文书籍，杂志和报纸的出版社。在许多其他城市，像印第安纳州的维恩堡和弗吉尼亚州的里士满，德裔美国人的比例都超过了30%。
德裔美国人中大约有一半去了城市，而另外一半则去了中西部的农场，到20世纪中期，由于比其他族群更乐于留在农场，德裔美国人在中西部的农村地区占据了统治地位。德克萨斯也吸引了很多德国移民，先期的移民很多去了农场，后期的移民则更快的在休斯顿这样的城市里找到了工作，他们都是从格雷夫斯通（GlaveStone）进入德克萨斯的。和密尔沃基的德国移民一样，休斯顿的德国移民创建了酿酒工业，他们还修建了一块德国公墓。到19世纪20年代，第一代受过大学教育的德裔美国人转向了化学和石油产业，其中的杰出人物有保罗·迈克梅尔（Paul Machmehl）。
德裔美国人也定居在当时边疆州的城市里，例如巴爾的摩、路易斯维尔和圣路易斯（这些当时都属于美国的边疆州），尽管从周围农村地区移居到新奥尔良地区的人口中有相当多的德国移民，但还是很少有德国移民到南方腹地去。到了19世纪，德国移民已经成为最大的移民团体，在数量上超过了英国移民和爱尔兰移民，这也使得德裔美国人成为今天美国最大的族群。
数千名德裔美国人在南北战争期间志愿为北方而战，其中大多数都是已经定居在了北方各州，并认同了当地的政治观点。由于很多德国移民在本国已经经历了革命，所以他们都对奴隶制持强烈的反对态度。1861年1月1日发生的一件事情可以说明这种态度，当时很多德国移民聚集起来，干擾在圣路易斯法院举行的一次奴隶贸易，使得奴隶的交易价格不能超过8美元。这次示威也见证了圣路易斯市的最后一次奴隶拍卖。许多德国移民已经从过去的母国的情况中了解到奴隶和农奴之间的巨大差别。在参加南北战争的各个移民族群中，德国移民也是人数最多一支，差不多有516,000名北方联军士兵是德裔美国人，占当时联军总人数的23.4%。其中有216,000人是出生于德国的。在这些德国出生的移民中，有36000人是从纽约州应征入伍的，紧随其后的是密苏里州，有大约30,000人，排在第三位的是俄亥俄州的20,000人。德国移民中一位很受欢迎的联军指挥官，弗兰兹·西格尔（Franz Sigel）少将，是联军当中军阶最高的德裔美国人，当时很多德国移民声称入伍就是为西格尔而战。
一个密苏里州当地人曾经写信给南方当局，说他们所要做的就是「铲除圣路易斯的北方的联邦分子，捣毁当地的酿酒厂，查封所有的啤酒......，这样那些德国佬就会在一周之内死光，而北方佬则滚出密苏里州」。
把德国移民等同于联邦主义者和废奴主义者的观点一直持续到1870年代发生在德克萨斯的梅森县战争期间，「德国移民」被认为是联邦主义者，而「美国人」则被认为是主要是支持南方联盟的。这次冲突在平息之前夺走了数十人的生命。现在这场冲突之所以出名是因为，著名的逃犯约翰尼·瑞格（Johnny Ringo）加入了反对德国移民的一方。

### 德裔美国人和第一次世界大战期间的反德情绪
经过两代或三代人之后，德裔美国人逐步接受了主流的美国习俗，其中有些习俗深受这些德裔美国人的影响，同时德裔美国人也转而使用英语。正如一位学者所总结的，「有压倒性的证据表明，1917年以前的德裔美国人的学校是双语教学的，而从1880年代早期起，大多数小学生已经在进行主要说英语的双语学习」。1914年的时候，老人们还是参加德语的礼拜仪式，而年轻人则都是去参加英语的礼拜仪式（包括新教路德教派、福音教派和天主教教堂）。在德国移民的教会学校中，尽管有些课程还是使用德语授课，但孩子们之间都是讲英语。在1917到1918年间，美国加入英国一方参与第一次世界大战，几乎所有的德语教育和大多数的德语的礼拜仪式都被终止。
第一次世界大战期间，德裔美国人，特别是那些出生在国外的德裔美国人，有时会被以过于同情德意志帝国而被起诉，西奥多·罗斯福就公开指责所谓的“归化的美国人”（Hyphenated Americans），并坚持说在战争期间双重效忠是不可能的。有一小部分德裔美国人回到德国，其中包括H.L.梅肯（H.L.Mencken），他认为德国的民主制度要优于美国的民主制度。同样的还有哈佛大学的心理学教授胡戈·穆恩斯博格（Hugo Munsterberg），他放弃了在美国和德国之间进行调停的努力，并为德国效力.
几千名声明反对战争的人被囚禁入狱，还有数千人被迫购买战争债券来表示效忠于美国。红十字会也因为担心蓄意破坏而禁止拥有德国姓氏的人入会，伊利诺伊州还有一个人被绞死，显然原因仅仅是由于他是个德国移民后裔。本来證明杀人嫌犯是无罪的，但陪审团则是以爱国主义的法案判定绞刑的。在明尼苏达州，一个牧师被抹上焦油，粘上羽毛，原因是有人无意中听到他在给一个濒死的妇女做祈祷的时候使用德语。有些德国人在这期间把他们的名字「美国化」（例如Schmidt变成Smith，Müller变成Miller，Richenbacher变成Rickenbacker，Eisenhauer变成Eisenhower），并且在公共场合减少使用德语。
在芝加哥，弗雷德里克·斯托克（Frederick Stock）不得不临时从芝加哥交响乐团辞去了指挥的职位，直到他完成了入籍手续的办理。交响乐团的曲目也从德国人瓦格纳的作品换成法国人柏辽兹的作品。在辛辛那提，一战期间的反德情绪导致辛辛那提公共图书馆撤下所有的德文书籍。以德语命名的街道進行更名，例如在印第安纳波利斯，一条叫作日尔曼尼亚大街的道路改名為潘兴（Pershing）大街，取自一战期间德裔美軍将領約翰·潘興的姓氏。在衣阿华州，1918年通过的Babel公告确认公开讲外语是屬法行為。内布拉斯加州则发布禁令禁止使用除英语外的任何语言进行教学，但美国最高法院在1923年认定内布拉斯加州的禁令非法（Meyer诉内布拉斯加案），从那时起以后，本土主义者的过激倾向逐步平息下来。

### 第二次世界大战
1931年到1940年间，大约114,000名德国人移居到美国，其中许多是犹太人和反对纳粹的人士。而在美国国内，战前的几年里，大约有25000人成为支持纳粹的德裔美国人同盟的付费会员。战争期间，尽管作为一个族群来说，德裔美国人受迫害的绝对数目要少于日裔美国人，但生於海外的德裔美国人仍然成为被怀疑和歧视的目标。1940年的外国人注册法案要求300,000名德国出生的美国侨民向联邦政府注册，并且限制这些德国侨民的旅行以及他们的财产所有权。同时根据仍旧生效的1798年外国敌方法案，美国政府在1940年到1948年拘留了大约11,000名德裔美国人，他们大多数还不是美国公民，其中有些人家中还有孩子在美軍服役（同期的日裔美國人囚禁則是一項更嚴厲的措施）。此时民权被侵犯。其中的500人在没有任何许可的情况下被逮捕，另外的一些人则在没有任何指控的情况下被拘押了数月之久，还有的人在没有律师保护的情况下被审问。定罪也不符合控诉的条件。还有数目不详的「自愿被拘留者」和他们的配偶以及父母一起被拘留在劳改营，并且不准许离开
。
然而，富兰克林·罗斯福总统在提名一些德裔美国人从事最重要的战争工作时并没有犹豫，这些德裔美国人中包括德怀特·艾森豪威尔陸軍上將，切斯特·尼米兹海军上将，以及卡爾·斯帕茨陸軍航空軍上將。此外总统还指派共和党人温德尔·威尔基为私人助理。那些能讲流利德语的德裔美国人对于战时情报工作来说是一項宝贵的利器，他们为美軍从事翻译和间谍工作。战争激发起了德裔美国人强烈的爱国感情，那时已经很少有人再和母国的远房亲戚联系了。

### 二战后的德裔美国人
第二次世界大战之后，成千上万的德国人从苏联、波兰、南斯拉夫等东欧国家中被驱逐出境。许多被驱逐者重新在德国东部定居，另外的一些以难民的身份在1940年代后期来到美国，这些难民在新家园里建立了文化中心。比如多瑙河施瓦本人就是曾经居住在匈牙利（后来在塞尔维亚）多瑙河沿岸保持自己语言和风俗的德裔人，他们是战后到美国的新移民。
从1970年代起，时间的流逝已经使得被二战所激起的反德情绪平息下来。今天，在二战后移居到美国的德裔美国人和美国的其他西欧移民看上去已经完全没有什么两样了，他们大多数是专业技术人员和科研人员，主要是为职业上考虑来到美国。同时，今天的德国也已经成为一个首选的移民目的地国家，而不是移民源出地国家。
根据2005年美国社区调查，5000万美国人的祖先是德国人。德裔美国人占美国总人口数量的17%，占美国非西班牙裔白人数量的26%，但只有150万美国人讲德语。
在美国的四个主要地区中，中西部地区的德裔人口是该地区最多的，在西部地区德裔人口排名第二，在东北部地区和南部地区都是排名第三，如果按照各州计算，有23个州的德裔人口是该州人数最多的族群，同时，在除缅因州和罗德島州之外的所有州中，德裔人口数量都进入了该州按族群人口数量排序的前五名。

## 宗教信仰和联系
从最初到19世纪晚期的德国移民中，存在着很多不同的宗教团体，人数最多的是通常的天主教和新教路德教派信徒，尽管新教路德教派本身也分成了多个小的教派. 更为保守的教派包括路德教派密苏里教派和威斯康星福音-路德教派。其他的路德教会信徒则形成了一个极为错综复杂的宗教会议，这些教派大多数在1988年合并到了一起，其中还有斯堪地纳维亚教派合并到了美国福音路德教派. 此外，还有一些德裔新教徒不属于路德教派，他们是德国联合福音教会信徒的后裔。这些人创立了改革教派（特别是在纽约和宾夕法尼亚地区）和福音教派（是中西部地区势力最强大的教派）。现在他们属于基督联合教会的一部分。许多移民都加入了那些来自德国的、相互之间差别很大的教会，特别是卫理公会教派。
在19世纪以前，阿米绪教派、门诺教派和哈特教派都已经形成了自己的社区，并且到今天都一直存在，有些社区甚至仍然使用德语方言，包括宾夕法尼亚德语.
有些19世纪的移民，特别是「1848志士」, 都是不信仰宗教的，他们抵制正规的宗教。
阿米绪人，最初来自德国南部和瑞士，在18世纪早期来到宾夕法尼亚，1727年到1770年间，阿米绪移民浪潮达到了顶峰。追求宗教信仰的自由也许是阿米绪人移民到宾夕法尼亚最迫切的目标，那时的宾夕法尼亚对于这些在欧洲受到迫害的信徒们而言就是天堂。另一个类似的例子是哈特教派的德裔美国人，他们也保留着和德国祖先类似的生活方式，和阿米绪人一样，他们也是为了逃避宗教迫害于1870年来到美国。今天的哈特教派信徒大多数居住在蒙大拿、达科他和明尼苏达，还有加拿大西部的一些省份。哈特教派信徒坚持使用德语，因此除了有些口音以外，他们都能讲标准的德语。

## 德裔美国人的影响

### 历史和政治
德国移民对美国社会的文化和技术的各个方面，都有着显著的影響。拜伦·冯-史多伊本,一个前普鲁士的军官，在美國独立战争期间领导了大陸軍的重组，并使之战胜了英国军队。斯坦威父子（Steinway&Sons）钢琴公司由德国移民海因里希·斯坦威格于1853年创建。圣诞树的习俗也是由德国移民带到美国来的。在开发西部的过程中，大量使用了斯图贝克（Studebakers）造的四轮马车。而斯图贝克和杜森博格（Duesenberg）兄弟一样，后来成为了一个重要的早期汽车制造商。卡尔·舒尔茨 (政治家)是一个政治避难者，在1848年德国民主革命失败后来到美国，后来成为美国内政部长。
第二次世界大战之后，沃纳·冯·布劳恩及许多来自德国火箭基地的顶尖工程师们被带到了美国。他们对于美国军用火箭以及NASA空间计划使用的火箭的开发起到了决定性的作用。

### 文化和料理
德国料理风味对美国料理的影响也随处可见，特别是在面粉糕饼、肉类、香肠方面，当然最有影响的还是啤酒。在今天的美国，法兰克福香肠、汉堡包、德式小香肠、德国酸菜和果馅卷都已广为人知。德国的面包师还带来了椒盐卷饼。在啤酒工业方面，德国移民从1850年开始就几乎完全占据了统治地位。今天美国几乎一半的啤酒销售都可以归功于两个德国移民：安豪泽（Eberhard Anheuser）和布希（Adolphus Busch）。他们于1860年在圣路易斯建立了安海斯-布希公司，布希家族到今天仍然掌管着这家公司。工艺酿酒的复兴在某种程度上也要归功于德国啤酒大师的指导。
中西部的小城镇是受德国烹调风格影响最大的地区之一。在大城市中，辛辛那提以其德裔美国人的年度节日「Zinzinnati」而闻名；密尔沃基也以其「德国节日」而广为人知。这两个节日都属于最大的德裔美国人节日之列。此外，啤酒节、「德裔美国人纪念日」和「冯.史特宾日」庆典活动也在全美范围内定期举行。

### 德裔美国人总统
有三位美国总统的父亲是德国移民后裔：德怀特·艾森豪威尔（家族最初的姓氏是Eisenhauer，并且母亲家族也是来自德国／瑞士），赫伯特·胡佛（家族最初的姓氏是Huber），和唐纳德·川普（家族最初的姓氏是Drumpf）。
而母亲是德国移民后裔的总统是理查德·尼克松。

## 德裔美国人社区
今天，尽管在许多大都市地区仍然有德裔美国人集中聚居，但大多数德裔美国人社区已经不再具有可确认的族群特征，这些大都市中包括底特律、芝加哥、堪萨斯城、克利夫兰、印第安纳波利斯、明尼阿波利斯—聖保羅都會區、圣路易斯、辛辛那提、路易斯维尔、里士满和密尔沃基。

### 引用
1. 1 2  . United States census. September 21, 2023  [October 21, 2023]. （原始内容存档于2023-09-30）.
2. ↑  . Business Insider. September 8, 2013  [March 10, 2016]. （原始内容存档于March 11, 2016）.
3. ↑  . Library of Congress. April 24, 2014  [June 12, 2015]. （原始内容存档于May 28, 2023）.
4. ↑  . turkey-visit. August 1, 2007  [March 20, 2024]. （原始内容存档于2024-03-20）.
5. ↑   (PDF).   [November 11, 2012]. （原始内容存档 (PDF)于February 24, 2012）.
6. ↑  《上帝之下的一个国家：当代美国社会的宗教》，第 120 页。
7. ↑  不太懂德文的德裔人訪德國 2023-02-18 關鍵評論網 的存檔，存档日期2023-02-18.
8. 1 2  United States Census Bureau. .   [2007-04-15]. （原始内容存档于2020-02-12）.
9. 1 2  Adams, J.Q.; Pearlie Strother-Adams. . Chicago, IL: Kendall/Hunt Publishing Company. 2001. 0-7872-8145-X.
10. ↑  .   [2008-05-20]. （原始内容存档于2020-02-11）.
11. ↑  . LIBRARY OF CONGRESS. 2010-09-21  [2011-11-22]. （原始内容存档于2020-11-14） （英语）.
12. ↑  . THE GERMAN AMERICANS AN ETHNIC EXPERIENCE.   [2011-11-22]. （原始内容存档于2012-02-05） （英语）.
13. ↑  .   [2007-11-28]. （原始内容存档于2021-03-04）.
14. ↑   （页面存档备份，存于） "German Heritage of Clark Gable."
15. ↑  .   [2007-07-05]. （原始内容存档于2007-07-20）. "...born in Cadiz, Ohio. Both Gable's mother (Adeline Hershelman) and father (William H. Gable) had German ancestors (Frankenfield, Hershelman, and Haupt) who had settled in Pennsylvania."
16. ↑  .   [2008-02-26]. （原始内容存档于2006-07-05）."I think German guys are really hot ... I am German."
17. ↑   （页面存档备份，存于） "German Heritage of Paris Hilton."
18. ↑   （页面存档备份，存于） "His parents are Joseph and Dolores Hasselhoff, and his family is of mainly German ancestry."
19. ↑  http://www.nndb.com/people/246/000025171/ （页面存档备份，存于）] NNDB page of David Hasselhoff
20. ↑   （页面存档备份，存于） "German-American motion-picture actress whose aura of sophistication and languid sensuality made her one of the most glamorous of all film stars."
21. ↑   （页面存档备份，存于） "German Heritage of Marlene Dietrich."
22. ↑  .   [2006-05-18]. （原始内容存档于2004-04-16）. "though as it happens, Doris Day, nee Doris Kappelhoff, is purebred German."
23. ↑  .   [2007-07-05]. （原始内容存档于2007-07-20）. "Doris Day (Doris Mary Ann von Kappelhoff, 1924- ; some bios claim she was born in 1922) - American film actress and TV personality born in the Cincinnati suburb of Evanston, Ohio in her family's house, "attended by a good German midwife." Both her parents were children of German immigrants. (Her maternal grandfather Welz came from Berlin.) Despite being Catholics, Doris' parents separated over William von Kappelhoff's extramarital affair when Doris was eleven, and later divorced. In the 1940s in California, the singer began to use the stage name Doris Day."
24. ↑  .   [2006-05-20]. （原始内容存档于2006-05-09）. "He's half-German, half-Italian." .   [2006-04-05]. （原始内容存档于2006-03-23）. "His dad, George DiCaprio, half German and half Italian, is an underground comic book artist... DiCaprio's mother, Irmelin Indenbirken (sometimes spelled In Den Birken), was born in a German air raid shelter in the midst of a World War II air raid. After the war, in the 1950s, she emigrated to the US with her parents as a young child... DiCaprio's maternal grandparents, Wilhelm and Helene Indenbirken, continued to live in the US for many years before returning to Germany to enjoy their retirement."  （页面存档备份，存于）
25. ↑   （页面存档备份，存于） "The German-born, New Jersey-raised Willis, 43, is one of Hollywood's biggest..."
26. ↑  .   [2006-05-18]. （原始内容存档于2006-06-24）. "The half-German, half-Alabaman Bullock was born in Washington, DC...
27. ↑  .   [2008-02-26]. （原始内容存档于2004-12-15）. "He was born Guenther Edward Schneider February 18, 1890 in New York City to fur cutter Carl Schneider and Elizabeth Ohse formerly of Hanover, Germany. Five children made for a crowded coldwater flat, but the thrifty German family somehow always had enough food on the table."
28. ↑  .   [2006-05-18]. （原始内容存档于2006-02-28）. "...posters of this Swedish/German beauty will be plastered in locker rooms everywhere..."
29. 1 2  .   [2006-10-05]. （原始内容存档于2020-05-09）.
30. ↑  .   [2008-02-26]. （原始内容存档于2021-03-08）.
31. ↑  Wood (1942)
32. ↑  .   [2007-11-30]. （原始内容存档于2008-12-04）.
33. ↑  Carl Wittke，Refugees of Revolution: The German Forty-Eighters in America (1952)
34. ↑  "Deutsch-Athen Revisited..." 的存檔，存档日期2008-12-07.
35. ↑  .   [2007-11-30]. （原始内容存档于2008-12-04）.
36. ↑  The German Cause in St。Louis 的存檔，存档日期2006-08-10.
37. ↑  Faust, page 523. Quoting from an 1869 ethnicity study by B. A. Gould of the United States Sanitary Commission.
38. ↑  Language loyalty in the German-American Church: the Case of an Over-confident Minority （页面存档备份，存于） by Harold Schiffman.
39. ↑  Hugo Münsterberg's obituary （页面存档备份，存于）.
40. ↑  The War Department: Keeper of Our Nation's Enemy Aliens During World War I （页面存档备份，存于） by Mitchel Yockelson。Presented to the Society for Military History Annual Meeting，April 1998.
41. ↑   (PDF).   [2008-02-26]. （原始内容存档 (PDF)于2018-11-13）.
42. ↑  .   [2008-02-26]. （原始内容存档于2023-11-30）.
43. ↑  A German-American Chronology （页面存档备份，存于），adapted from: The German Americans: An Ethnic Experience by LaVern J。Rippley and Eberhard Reichmann.
44. ↑  German American Bund （页面存档备份，存于），United States Holocaust Memorial Museum，Washington，D.C.
45. ↑  .   [2008-02-26]. （原始内容存档于2008-08-29）.
46. ↑  .   [2008-02-26]. （原始内容存档于2012-02-05）.
47. ↑  .   [2008-02-26]. （原始内容存档于2007-12-17）.
48. ↑  The Greis Story: Interned with Sons in the Military 的存檔，存档日期2008-05-16.
49. 1 2  Real People: The Human Cost of Wartime Civil Liberties Violations 的存檔，存档日期2015-03-05.
50. ↑  .   [2008-02-26]. （原始内容存档于2021-03-22）.
51. ↑  .   [2008-02-26]. （原始内容存档于2021-03-22）.
52. ↑  .   [2008-02-26]. （原始内容存档于2014-01-31）.
53. ↑  .   [2008-02-26]. （原始内容存档于2014-10-22）.
54. ↑  Survey Shows Americans Continue to Have Positive View of Germany 的存檔，存档日期2008-09-04.
55. ↑  .   [2008-02-26]. （原始内容存档于2009-05-06）.
56. ↑  .   [2006-10-06]. （原始内容存档于2006-11-07）.
57. ↑  Allard, William Albert. . Washington DC: National Geographic Society. 2006.
58. ↑  The Hoover Family 的存檔，存档日期2007-09-28.
59. ↑  [Stephen E. Ambose Nixon chapter 1 （1987）]